# Powiat oszmiański
Powiat oszmiański – powiat guberni wileńskiej następnie pod Zarządem Cywilnym Ziem Wschodnich, w okręgu wileńskim, od 9 września 1920 r. pod Zarządem Terenów Przyfrontowych i Etapowych. 9 października 1920 r. północna część przyłączona do Litwy Środkowej. 12 grudnia 1920 r. pod Zarządem Terenów Przyfrontowych i Etapowych z południowej części (gminy: Traby, Wiszniów, Bakszty, Naliboki, Wołożyn, Derewna, Juraciszki, Zabrzezie, Połoczany, Ługomowicze, Iwje, Lipniszki, Sobotniki i Siedliszcze) utworzono powiat wołożyński. Następnie od 13 kwietnia 1922 na obszarze Ziemi Wileńskiej, a od 20 stycznia 1926 w województwie wileńskim II Rzeczypospolitej. Jego siedzibą było miasto Oszmiana. W skład powiatu wchodziło 10 gmin, 2 miasta i 5 miasteczek. Wcześniej powiat guberni wileńskiej. Częściowo pokrywa się z dzisiejszym rejonem oszmiańskim na Białorusi.

## Demografia
Według tezy Alfonsa Krysińskiego i Wiktora Ormickiego, terytorium powiatu wchodziło w skład tzw. zwartego obszaru białorusko-polskiego, to znaczy prawosławna ludność białoruska zamieszkiwała jedynie tereny wiejskie, zaś w większych miejscowościach dominowali Polacy.
W grudniu 1919 roku powiat oszmiański okręgu wileńskiego ZCZW zamieszkiwało 189 389 osób. Na jego terytorium znajdowało się 4435 miejscowości, z których 6 miało powyżej 1 tys. mieszkańców. Największą z nich była Oszmiana z 3442 mieszkańcami.
Według spisu powszechnego z 1931 roku, powiat zamieszkiwało 104 612 osób, z których zadeklarowało jako język ojczysty: polski – 84 951 (81%), białoruski – 10 149 (10%), jidysz – 5444 (5%), litewski – 1562 (1%), hebrajski – 1277 (1%), rosyjski – 917 (1%). Katolicyzm wyznawało 81 369 osób (78%), prawosławie – 15 096 (14%), judaizm – 1056 (1%).

## Oświata
W powiecie oszmiańskim okręgu wileńskiego ZCZW w roku szkolnym 1919/1920 działało 12 szkół powszechnych i 1 kurs. Ogółem uczyło się w nich 827 dzieci i pracowało 17 nauczycieli.

## Podział administracyjny

### Gminy
- Oszmiana (miejska)
- Smorgonie (miejska)
- Dziewieniszki (wiejska)
- Graużyszki (wiejska)
- Holszany (wiejska)
- Krewo (wiejska)
- Kucewicze (wiejska)
- Polany (wiejska, siedziba Oszmiana)
- Smorgonie (wiejska)
- Soły (wiejska)
- Bienica[6]

### Miasta
- Oszmiana
- Smorgonie

### Miasteczka
- Dziewieniszki
- Graużyszki
- Holszany
- Krewo
- Soły